# 상암동 클라스
《상암동 클라스》은 대한민국에서 평일 오전 10시에 텔레비전으로 방송했던 JTBC의 주중 오전 뉴스쇼 프로그램이다.
월요일과 수요일, 금요일 방송 직후에는 유튜브 전용 코너로 30분 내외 분량의 《상클 2교시》로 이어진다.

## 역대 앵커
| 순서 | 진행자         | 진행 기간                          |
| ---- | -------------- | ---------------------------------- |
| 1    | 김필규, 황남희 | 2013년 9월 16일 ~ 2014년 3월 21일  |
| 2    | 박성준, 황남희 | 2014년 3월 24일 ~ 2014년 5월 16일  |
| 3    | 박성준, 안나경 | 2014년 5월 20일 ~ 2015년 1월 2일   |
| 4    | 박성준, 황남희 | 2015년 1월 5일 ~ 2015년 7월 10일   |
| 5    | 장성규, 황남희 | 2015년 7월 13일 ~ 2016년 6월 3일   |
| 6    | 김진일, 황남희 | 2016년 6월 7일 ~ 2017년 2월 3일    |
| 7    | 성문규, 황남희 | 2017년 2월 6일 ~ 2017년 8월 11일   |
| 8    | 이정헌, 황남희 | 2017년 8월 14일 ~ 2022년 1월 7일   |
| 9    | 성문규, 황남희 | 2022년 1월 10일 ~ 2022년 2월 4일   |
| 10   | 김하은         | 2022년 2월 7일 ~ 2022년 11월 11일  |
| 11   | 이가혁, 김하은 | 2022년 11월 14일 ~ 2023년 12월 1일 |

## 방송 일정
| 방송 기간                                                                                            | 방송 시간                 |
| --- | ------------------------- |
| 2013년 9월 16일 ~ 2014년 4월 4일                                                                     | 아침 7:00 ~ 8:25 (85분)   |
| 2014년 4월 7일 ~ 2014년 4월 16일                                                                     | 아침 8:00 ~ 9:00 (60분)   |
| 2014년 4월 28일 ~ 2014년 5월 16일                                                                    | 아침 6:50 ~ 8:20 (90분)   |
| 2014년 5월 20일 ~ 2014년 5월 23일                                                                    | 아침 7:25 ~ 8:25 (60분)   |
| 2014년 5월 26일 ~ 2014년 7월 25일                                                                    | 아침 7:20 ~ 8:40 (80분)   |
| 2014년 7월 28일 ~ 2014년 9월 19일                                                                    | 아침 7:20 ~ 8:35 (75분)   |
| 2014년 9월 22일 ~ 2014년 9월 26일 2015년 1월 5일 ~ 2015년 1월 30일 2015년 9월 21일 ~ 2017년 8월 11일 | 아침 7:30 ~ 9:00 (90분)   |
| 2014년 9월 29일 ~ 2015년 1월 2일                                                                     | 아침 7:20 ~ 8:50 (90분)   |
| 2015년 2월 2일 ~ 2015년 9월 18일                                                                     | 아침 7:30 ~ 9:10 (100분)  |
| 2017년 8월 14일 ~ 2020년 6월 19일                                                                    | 아침 7:00 ~ 8:30 (90분)   |
| 2020년 6월 22일 ~ 2021년 6월 4일                                                                     | 아침 7:30 ~ 8:30 (60분)   |
| 2021년 6월 7일 ~ 2022년 2월 4일                                                                      | 아침 7:20 ~ 8:10 (50분)   |
| 2022년 2월 7일 ~ 2022년 11월 11일                                                                    | 아침 6:55 ~ 7:40 (45분)   |
| 2022년 11월 14일 ~ 2023년 7월 14일                                                                   | 아침 8:00 ~ 9:05 (65분)   |
| 2023년 7월 17일 ~ 2023년 12월 1일                                                                    | 오전 10:00 ~ 11:00 (60분) |

## 구성
- 뉴스
- 도시락 있슈
- 광클 e 뉴스
- 월드 클라스
- 비즈니스 클라스
- 머니 클라스
- 상클 라이프
  - 월요일 : 대치동 클라스
  - 화요일 : 건강 클라스
  - 수요일 : 연예계 소식
  - 목요일 : 영화속 세상
  - 금요일 : 여행
- 이시각 교통정보
- 날씨
- 상클 2교시 (월, 수, 금 / 유튜브 라이브)

## 타이틀 변천사
| 타이틀                     | 방송 기간                          |
| -------------------------- | ---------------------------------- |
| JTBC 뉴스전망대 (1기)      | 2011년 12월 2일 ~ 2012년 2월 3일   |
| JTBC 모닝쇼 7              | 2011년 12월 2일 ~ 2012년 2월 3일   |
| JTBC 뉴스 (600)            | 2012년 2월 6일 ~ 2012년 5월 25일   |
| JTBC 뉴스 (700)            | 2012년 2월 6일 ~ 2012년 3월 30일   |
| JTBC 뉴스 모닝             | 2012년 5월 29일 ~ 2012년 7월 27일  |
| JTBC 뉴스전망대 (2기)      | 2012년 4월 2일 ~ 2012년 10월 19일  |
| JTBC 뉴스 오늘의 모든 조간 | 2012년 10월 22일 ~ 2012년 12월 4일 |
| 웃어라 대한민국            | 2013년 1월 1일 ~ 2013년 8월 30일   |
| JTBC 뉴스 아침&            | 2013년 9월 16일 ~ 2022년 11월 11일 |
| 상암동 클라스              | 2022년 11월 14일 ~ 2023년 12월 1일 |

## 같이 보기
- 무엇이든 물어보세요 (KBS 1TV)
- 인간극장 스페셜, 지구촌 뉴스 (KBS 2TV)
- 기분 좋은 날 (MBC)
- SBS 10 뉴스 (SBS)
- G1 뉴스 (1010) (G1)
- TJB 뉴스 (1010) (TJB)
- CJB 뉴스 (1020) (CJB)
- TBC 뉴스 (1010) (TBC)
- ubc 뉴스투데이 (ubc)
- KNN 뉴스와 생활경제, KNN 정보센터 (KNN)
- 생생 정보마당 (MBN)
- 김진의 돌직구쇼 (채널A)
- 신통방통 (TV조선)
- 뉴스LIVE (YTN)
- 뉴스포커스 (연합뉴스TV)